# Auguste Vestris
Marie-Jean-Augustin Vestris, nome d'arte Auguste Vestris, ma soprannominato dal pubblico Vestr'Allard (Parigi, 27 marzo 1760 – Parigi, 5 dicembre 1842), è stato un ballerino francese, di ascendenza italiana.

## Biografia
Figlio illegittimo di Gaetano Vestris e Marie Allard (1738-1802) (da cui il suo soprannome di Vestr'Allard), debuttò a soli dodici anni nel 1772 all'Opéra di Parigi nel divertissement del terzo atto della pastorale La Cinquantaine di Jean-Benjamin de La Borde, venendo presentato in palcoscenico da suo padre e poi lasciato solo ad esibirsi tra il visibilio del pubblico. L'anno successivo creò il suo primo personaggio originale interpretando il ruolo di Amore nel balletto-pantomima Endymion, elaborato dal padre appositamente per lui. Divenuto membro a tutti gli effetti della compagnia dell'Opéra nel 1775, fu promosso solista nel 1776, primo ballerino nel 1778 e premier sujet de la danse nel 1780, posizione che egli mantenne per i successivi trentasei anni. Nel 1781, si trasferì a Londra con il padre ottenendo un successo clamoroso, tale da costringere una volta lo stesso Parlamento ad aggiornarsi in coincidenza con le loro esibizione. Rientrato a Parigi nel 1787, fuggì di nuovo a Londra con lo scoppio della Rivoluzione francese. Tornò a Parigi nel 1793, dove riscosse di nuovo il consueto successo anche se si trovò brevemente a competere, nel nuovo secolo, con il più giovane Louis Duport (1781-1853). 
Ritiratosi dalle scene nel 1816, si dedicò con molto successo all'insegnamento contribuendo alla formazione di tanti futuri danzatori del diciannovesimo secolo, tra i quali Marius Petipa, Lucien Petipa, Fanny Elssler, Jules Perrot e Maria Taglioni. Con la Taglioni si esibì in un minuetto di corte nel 1835 all'età di 75 anni, per l'ultima sua apparizione sulle scene.
Aveva sposato la danzatrice Anne-Catherine Augier nel 1795, abbandonandola però poco dopo le nozze, e in seguito si risposò con Jeanne-Marie Tuillière, nel 1823, quando la ragazza aveva solamente ventinove anni a fronte dei suoi sessantatré. Anche suo figlio Armand Vestris (1788-1825) diventò un ballerino famoso e sposò nel 1813 la giovanissima inglese (di ascendenza italiana) Elizabetta Lucia Bartolozzi, che sarebbe diventata una celebre cantante, attrice ed impresaria teatrale, passando alla storia con il nome d'arte di Madame Vestris.

## Caratteristiche artistiche
Più basso di statura e meno naturalmente elegante di suo padre, Auguste Vestris si caratterizzò per le sue assai superiori capacità atletiche, essendo in possesso di "un salto straordinario e [di] un virtuosimo brillante" che facevano confessare al genitore compiaciuto: «Resterebbe sempre in aria se non avesse paura di umiliare i compagni». Classificato all'epoca come esponente del genere definito di "mezzo carattere" (demi-caractère), esteso però anche al genere comico (comique), "vista la sua destrezza e la sua vivacità", nonché, secondo Robert Grescovic, a quello  sérieux, così da farne l'interprete ideale di tutte le forme di balletto "al di sotto della danse noble", nella quale aveva primeggiato suo padre, da questi egli ereditò l'appellativo popolare di "dio della danza" e fu definito da Jean-Georges Noverre "nouveau Protée de la danse". Sempre secondo il padre, del resto, il quale non peccava certo per modestia, Auguste aveva potuto godere di un solo, enorme vantaggio, rispetto a lui: l'aver avuto Gaëtan Vestris come padre. Mitica rimase la sua interpretazione, nel 1785, della gavotta della comédie lyrique Panurge dans l'isle des lanternes di André Grétry: coreografato in maniera innovativa da Maximilien Gardel  (1741-1787), il pezzo è rimasto noto con il nome di Gavotta di Vestris.